# Драгана Станковић
Драгана Станковић (Љубовија, 18. јануар 1995) српска је кошаркашица. Игра на позицији центра.

## Каријера
Рођена је у Љубовији, а најраније дјетињство провела је у Братунцу. Кошарком је почела да се бави у Бијељини, а професионалну каријеру је започела 2010. године одласком у Слободу из Новог Града. Већ прве сезоне у Слободи је наступала истовремено за јуниорски и сениорски тим. Са јуниорским тимом је освојила првенство БиХ и два међународна турнира (Шибеник и Пореч). Са сениорским тимом је заузела 6. мјесто у првенству БиХ. Наредне двије сезоне (2011/12. и 2012/13), поред домаћих такмичења, наступала је са сениорским тимом и у Међународној женској регионалној кошаркашкој лиги. У домаћем првенству је Слобода обје сезоне завршила као трећепласирана, Драгана Станковић је оба пута проглашена за најкориснију играчицу лиге, а 2013. године је остварен пласман у финале купа БиХ. Своју другу сезону у регионалној лиги завршила је такође као најкориснија играчица, постигавши највећи број поена (300), скокова (181) и блокада (58). Исте године је проглашена за најбољу спортисткињу Новог Града, те за најбољу кошаркашицу Републике Српске и Босне и Херцеговине.
Године 2013. из новоградске Слободе прешла је у мађарски Шопрон из истоименог града, у којем је играла двије сезоне. Другу сезону са Шопроном је завршила као првак и побједник купа Мађарске. Након тога, наредну сезону наступала је за још један мађарски клуб, Пећ Печуј.

## Репрезентација
Драгана Станковић је наступала на два Европска првенства за јуниорке као репрезентативка Србије. Оба пута је освојено треће мјесто, прво у Букурешту 2011, а потом и у Вуковару 2013. године, када је Драгана постигла одлучујуће поене у посљедњој секунди утакмице за треће мјесто против репрезентације Холандије. Са А селекцијом Србије је наступала на Олимпијским играма у Рио де Жанеиру.